# Laila Dalseth
Laila Dalseth, född 6 november 1940 i Bergen, var en norsk jazzvokalist.

## Biografi
Dalseth är född och uppvuxen i Bergen, där även hennes musikaliska karriär inleddes. Efter att ha flyttat till Oslo 1960 kom hon bland annat att uppträda tillsammans med Kjell Karlsens orkester. Dalseth var även en av de som uppträdde på den första jazzfestivalen i Molde 1961.
Senare i karriären kom Dalseth att samarbeta med bland andra Stokstad/Jensen Trad.Band samt Per Borthens orkester Per Borthen Swing Department Ltd. Hon har även tillsammans med sin make haft flera mindre jazzgrupper. Hon har även samarbetat med musiker som Al Cohn, Red Mitchell och Milt Hinton.
Dalseth var gift med jazzsaxofonisten Totti Bergh från 1963 fram till makens död 2012. Därmed var jazzhistorikern Johs. Bergh hennes svåger, och sångerskan Karin Krog är hennes svägerska.

## Diskografi (i urval)[1]
- 1963 – Metropol Jazz – Jazz sounds from Norway
- 1968 – Syner, med Egil Kapstad
- 1973 – Glajazz, med Stokstad/Jensen Trad.Band
- 1974 – Mer glajazz, med Stokstad/Jensen Trad.Band och Wild Bill Davison
- 1978 – Glad There Is You
- 1984 – Daydreams
- 1991 – The Judge and I
- 1995 – Remember, med maken Totti Bergh

## Utmärkelser (i urval)[1]
- 1975 – Spellemannprisen i jazz
- 1976 – Buddyprisen
- 1978 – Spellemannprisen i jazz
- 1984 – Spellemannprisen i jazz
- 1986 – Gammleng-prisen
- 1999 – Ella-prisen